# Девриент, Эмиль
Густав Эмиль Девриент (4 сентября 1803, Берлин — 7 августа 1872, Дрезден) — германский театральный актёр.
Родился в семье богатого шелкоторговца Тобиса Филиппа Девриента, был одним из шести его сыновей. В юности поступил учеником к своему дяде в Цвиккау, владевшему химическим заводом, но вскоре вместе с братьями Карлом и Эдуардом решил стать актёром, дебютировав в 1821 году на сцене в Брауншвейге в роли Рауля в пьесе «Орлеанская дева» авторства Фридриха Шиллера.
В начале 1820-х годов исполнил несколько оперных партий, в том числе Дон Жуана и Сарастро в «Волшебной флейте», но, получив место в труппе в Лейпциге, всю оставшуюся жизнь занимался только театром. В 1828 году с закрытием Лейпцигского театра перешёл в театр Магдебурга, в 1829 году переехал в Гамбург; в 1831 году, завершив обучение актёрскому искусству, стал постоянным актёром труппы придворного театра в Дрездене, где служил на протяжении 37 лет, выйдя в отставку 1 мая 1868 года и получив тогда же бронзовую медаль от правительства за свою работу. Был награждён саксонским Орденом Заслуг, имел чин гофрата, а также был обладателем кольца Иффланда. Был женат на актрисе Дорис Бёлер; развёлся с ней в 1842 году.
При жизни считался одним из наиболее темпераметных германских актёров. К числу известных исполненных им ролей относятся Гамлет, Сигизмунд в пьесе «Жизнь есть сон» Кальдерона, Фауст, Эгмонт, Торкуато, Фиеско, Поза в «Доне Карлосе», Болингброк в «Стакане воды». Неоднократно успешно гастролировал за рубежом, в том числе в Париже и дважды (в 1852 и 1853 годах) в Лондоне.